# Zgodovina tiskarstva na Slovenskem
Zgodovina tiskarstva na Slovenskem se začne 1575 z Janžem Mandelcem.

## Začetki
Matevž Cerdonis iz Slovenj Gradca je imel tiskarno  v Padovi leta 1482, poznano je ime tiskarja Jerneja Pelušiča (Bartholomaeus Pelusius Justinpolitanus), ki naj bi se tiskarstva izučil pri Aldusu Manutiusu v Benetkah. Prvo tiskarno na slovenskih tleh je leta 1575 odprl Janž Mandelc (Joannes Manlius) v Ljubljani, ki je prvi na Slovenskem tiskal publikacije v slovenskem jeziku.

## Papir
Papir so na Slovenskem izdelovali v Zgornji Hrušici leta 1544, prvi papirni mlin je na Fužinah pri Ljubljani postavil protestant Janž Khisl leta 1579. Domača proizvodnja ni zadoščala in papir je bilo treba ves čas uvažati iz Beneške republike in nemških dežel. Stari papirnici sta bili Radeče papir (1736, vodni znak »Ratschah«), za katero je okrožno sodišče v Celju začelo 13. decembra 2011 postopek prisilne poravnave, in Vevče (1842), ki jo je leta 2004 kupila avstrijska družba Brigl & Bergmeister.

## Tiskarne v Ljubljani od 17. do 20. stoletja
Tiskarstvo na Slovenskem je spodbudil protestantizem, protireformacija pa ga je za več kot sto let zavrla. Leta 1678 je tiskarno in knjigarno v Ljubljani odprl salzburški tiskar Janez Krstnik Mayr, ki se je ob tej priložnosti predstavil s prvim knjižnim katalogom na Slovenskem, Catalogus librorum etc. Drugo tiskarno je imel pa na gradu Bogenšperk baron Janez Vajkard Valvasor, ki je natisnil okoli 1200 bakrorezov in več knjig, ne pa tudi znamenite Slave vojvodine Kranjske (Nürnberg 1689). Mayr je natisnil Bratovske Bvqvice Matije Kastelca, njegovi nasledniki pa do 1731 tri Valvasorjeve knjige, tri knjige pridig Janeza Svetokriškega, po 130 letih predelano Bohoričevo slovnico Gramatica Latino-Germanico-Slavonica, od leta 1726 naprej pa so izdajali tudi Novo krajnsko pratiko, ki je s presledki izhajala 200 let. Mayrjevo tiskarsko tradicijo so nadaljevali Jožef Blaznik in vse do leta 1946 njegovi nasledniki. Poleg Blaznikove sta bili v 19. stoletju v Ljubljani pomembni še Katoliška in Narodna tiskarna.
Skoraj vse knjige, ki so jih na Slovenskem natisnili do druge polovice 19. stoletja, odlikuje izvrstna grafična oprema, na koncu stoletja pa postale cenene.
Založnik Otomar Bamberg je 50 let vodil tudi tiskarno Kleinmayr & Bamberg. Zaposlenih je imel okoli 80 delavcev; leta 1901 je prvi v Ljubljani kupil stavni stroj Linotype, 1907 pa takrat najsodobnejši »hitrotiskarski« stroj. Leta 1899 je natisnil Cankarjevo Erotiko. Bambergove knjige imajo dober tisk in lepo grafično opremo, samo Poezije doktorja Franceta Prešerna (1900) so zaradi oblike črk, postavitve naslovov in Karpellusovih ilustracij doživele kritiko.

## Osrednje tiskarne po prvi svetovni vojni
Med obema vojnama so delovale naslednje večje tiskarne: Narodna, Zadružna, Učiteljska, Zvezna tiskarna in zasebna tiskarna Maksa Horvatina, Katoliška pa se je preimenovala v Jugoslovansko tiskarno. Po drugi svetovni vojni so številne manjše tiskarne združili in preimenovali, zasebne pa podržavili. Učiteljska tiskarna je bila znana pod imenom Jožeta Moškriča, marca 2003 so jo, tako kot Blaznikovo, priključili tiskarni Delo, aprila istega leta pa ukinili. Iz Čemažarjevega litografskega zavoda se je razvil Umetniški zavod za litografijo in se leta 1958 preimenoval v tiskarno Mladinska knjiga. Ta se je leta 1966 preselila v novo zgradbo na Dunajski 123 v Ljubljani, ki jo je projektiral arhitekt Savin Sever, in delovala tam do decembra 2014.  
Tudi Tiskarna ljudske pravice, od koder so prihajali najboljši stavci v Sloveniji, naslednica Jugoslovanske tiskarne, ne obstaja več (v njenih prostorih je danes pravna fakulteta).

## Šolanje za tiskarski poklic
V Sloveniji so do druge svetovne vojne v vlogi tipografov nastopali kar ročni stavci, kasneje pa strojni stavci in meterji. Besedna zveza grafični oblikovalec se pojavi po drugi svetovni vojni. Prva grafična šola je bila ustanovljena leta 1924, vendar je pouk do leta 1946 potekal le pri delodajalcu. Po 1946 je teoretični pouk trajal strnjeno po tri mesece na leto. Leta 1962 sta se grafična in papirniška šola pod imenom Srednja šola tiska in papirja preselili v stavbo na Pokopališki 33 v Ljubljani. Danes se imenujeta Srednja medijska in grafična šola Ljubljana. To je triletna poklicna ter štiriletna tehniška grafična in medijska šola (medijski tehnik združuje dejavnost dveh poklicev, za tiskane in elektronske medije). Od leta 1966 se visokošolski strokovni študij, od leta 2002 pa univerzitetni študij dogaja na katedri za informacijsko in grafično tehnologijo oddelka za tekstilstvo naravoslovnotehniške fakultete.

## Vir
- Klementina Možina, Knjižna tipografija (FF Oddelek za bibliotekarstvo, NTF Oddelek za tekstilstvo, 2003)  (COBISS)